# Olav Nilsson
Olav Nilsson, död 1455, var en skånsk-norsk storman. Han var gift med Elise Eskilsdotter.
Olav Nilsson ägde Talgø i Norge, var medlem av det norska riksrådet och länsman i Bergen. Här invecklades han i tvist med hanseaterna genom sina övergrepp mot dem, och Kristian I måste därför frånta honom länet 1453. Olav Nilsson satte sig 1454 med list i besittning av Älvsborg, och för att få detta i sitt våld måste Kristian till hanseaternas förbittring återge Olav Nilsson hans ställning i Bergen. De överföll och mördade honom i ett kloster i Bergen 1 september 1455. 